# Шмуель Даян
Шмуе́ль Дая́н (Китайгородський) (івр. שמואל דיין;  ‎, 8 серпня 1891, Жашків, Таращанський повіт, Київська губернія, Російська імперія — 11 серпня 1968, Реховот, Ізраїль) - сіоністський активіст, ізраїльський політик українського походження. 

## Життєпис
Народився в місті Жашків, Таращанський повіт, Київська губернія (нині місто Жашків, Черкаська область, Україна) в родині раввина Авраама Китайгородського. 
У 1908 році приєднався до Сіоністського руху та переїхав до Палестини.
Як представник Палестини брав участь у п'яти сіоністських конгресах — 16, 19, 20, 21, 22. Був обраний членом Виконавчого комітету Всесвітньої сіоністської організації.
У 1949 році він був обраний в Кнесет. Шмуель Даян — депутат Кнесету 1-го, 2-го та 3-го скликань. З 15.8.1955 по 30.11.1959 року перебував на посаді віце-спікера Кнесету.
Шмуель Даян — батько ізраїльського генерала і політика Моше Даяна, дід політика Яель Даян і режисера Ассі Даян.